# Hemigymnochaeta trichaeta
Hemigymnochaeta trichaeta är en tvåvingeart som beskrevs av Hiromu Kurahashi och Kirk-spriggs 2006. Hemigymnochaeta trichaeta ingår i släktet Hemigymnochaeta och familjen spyflugor.
Artens utbredningsområde är Namibia. Inga underarter finns listade i Catalogue of Life.